# منتظر بالارفتن
«منتظر بالارفتن» آلبومی از گروه موسیقی dance-punk !!! است که در سال ۲۰۰۴ میلادی منتشر شد.